# Orientalske studier
Orientalske studier er en videnskabelig disciplin, der beskæftiger sig med studiet af såvel de orientalske sprog som humanistiske og samfundsvidenskabelige aspekter af livet og staterne i Orienten, dvs. hele Asien og de tilstødende områder. En videnskabsmand, der arbejder indenfor dette område, kaldes en orientalist.

## Benævnelser for disciplinen
Som akademisk disciplin kaldes området ved forskellige udtryk i forskellige lande med forskellige akademiske traditioner. I angelsaksiske lande har området traditionelt været kaldt oriental studies, der i senere år ofte er blevet erstattet af mere snævert navngivne discipliner som "Asian studies", "Middle Eastern studies" og "Islamic studies". I Tyskland og Østrig kaldes området for orientalistik. Det samme er tilfældet i Sverige, hvor Uppsala Universitet (Institutionen för lingvistik och filologi) udbyder et større orientalistikprogram med tyngde i studiet af de fire sprog arabisk, hindi, persisk og tyrkisk. Også i Norge anvendes ordet orientalistikk for det videnskabelige studium af Orientens kulturer. I Frankrig kaldes området orientalisme scientifique, dvs. "videnskabelig orientalisme", for at adskille det fra den bredere betydning af orientalisme, der er betegnelsen for en særlig vestlig kulturel opfattelse af det "eksotiske" Østen, der lejlighedsvis har spillet en vigtig rolle i den vestlige kultur. Et alternativt udtryk i Frakrig for det videnskabelige studium er orientologie.

## Historie
Som en akademisk disciplin blev området grundlagt i 1795 med etableringen af École spéciale des langues orientales i Paris. Her underviste Silvestre de Sacy (1758-1838), der fik stor indflydelse på udviklingen af området. I 1845 blev Deutsche Morgenländische Gesellschaft, der fortsat i dag helliger sig studiet af Asien, Afrika og Oceanien, grundlagt i Tyskland. I Wien blev "Institut for Orientalistik" oprettet i 1886.
I løbet af det 19. århundrede blev området ved siden af den tekstkritiske forskning i stigende grad præget af eurocentriske begreber fra den europæiske kolonitid som "Orientens mysterier" (for eksempel via oversættelser af Antoine Gallands udgave af Tusind og en Nat), eller "islams tilbageståenhed", jf. orientalisme.
Underdiscipliner indenfor orientalske studier, som i en del tilfælde rækker udover emnet, er eksempelvis assyriologi, sinologi, iranistik og arabistik, og den i nyere tid mere udbredte islamforskning. I en bredere forstand kan også egyptologi og afrikastudier henregnes som delområder.
En japansk pendant til orientalske studier var rangaku, japanske studier af Vesten under Japans isolationsperiode 1641-1853.